# Liste des épisodes de True Blood
Cet article présente la liste des épisodes de la série télévisée américaine True Blood.

## Première saison (2008)
1. Amour interdit (Strange Love)
2. Première Fois (The First Taste)
3. À moi (Mine)
4. Qui s'y frotte s'y pique (Escape from Dragon House)
5. Sang pour sang (Sparks Fly Out)
6. Lourde Absence (Cold Ground)
7. Tout feu tout flamme (Burning House of Love)
8. La Quatrième Personne (The Fourth Man in the Fire)
9. Plaisir d'amour (Plaisir D'Amour)
10. Le Grand Secret (I Don't Wanna Know)
11. Jusqu’à ce que la mort nous sépare (To Love Is to Bury)
12. La Fin d'un cauchemar (You'll Be the Death of Me)

## Deuxième saison (2009)
C'est le 17 septembre 2008 que HBO a annoncé la reconduction de la série pour une deuxième saison de douze épisodes. La diffusion de cette saison a débuté le 14 juin 2009 aux États-Unis.
1. Le Goût du sang (Nothing but the Blood)
2. Que la fête commence (Keep This Party Going)
3. Coup de griffe (Scratches)
4. D’un claquement de doigts (Shake and Fingerpop)
5. Ne m’abandonne jamais (Never Let Me Go)
6. La Fin du voyage (Hard-Hearted Hannah)
7. Émancipation (Release Me)
8. Lassitude du vampire (Timebomb)
9. Les Condamnés (I Will Rise Up)
10. Le jour se lève (New World in My View)
11. Frénésie (Frenzy)
12. Et si le sauveur n'existait pas (Beyond Here Lies Nothin’)

## Minisodes (2010)
Six minisodes ont été mis en ligne sur le site de HBO du 2 mai 2010 au 6 juin 2010, à raison d'un épisode par semaine. Intitulés A Drop of True Blood (trad. litt. : Une goutte de True Blood), ce sont de courtes histoires de 3 à 5 minutes, qui introduisent la troisième saison. 
1. titre français inconnu (Eric and Pam)
2. titre français inconnu (Jessica)
3. titre français inconnu (Sookie, Tara and Lafayette)
4. titre français inconnu (Sam)
5. titre français inconnu (Bill)
6. titre français inconnu (Jason)

## Troisième saison (2010)
Le 31 juillet 2009, HBO a annoncé le renouvellement de la série pour une troisième saison de douze épisodes. Elle a été diffusée du 13 juin 2010 au 12 septembre 2010 sur HBO, aux États-Unis.
1. Du mauvais sang (Bad Blood)
2. Beautés brisées (Beautifully Broken)
3. Douloureuse vérité (It Hurts Me Too)
4. Neuf Crimes (9 Crimes)
5. Problème (Trouble)
6. J'ai le droit de chanter du blues (I Got a Right to Sing the Blues)
7. Tomber à terre (Hitting the Ground)
8. Nuit au soleil (Night on the Sun)
9. Tout est brisé (Everything is Broken)
10. Je sens un traître (I Smell a Rat)
11. Sang frais (Fresh Blood)
12. Le diable est toujours là (Evil Is Going On)

## Quatrième saison (2011)
Elle a été diffusée du 26 juin 2011 au 11 septembre 2011 sur HBO, aux États-Unis.
1. Elle n’est pas là (She's Not There)
2. Tu as le fumet d’un dîner (You Smell Like Dinner)
3. Si tu m’aimes, pourquoi je meurs ? (If You Love Me, Why Am I Dyin’?)
4. Je vis et je brûle (I'm Alive and on Fire)
5. Le Diable et moi (Me and the Devil)
6. J’aurais aimé être la Lune (I Wish I Was the Moon)
7. La Lumière froide et grise de l’aube (Cold, Grey Light of Dawn)
8. Les Liens du sort (Spellbound)
9. Sortons d'ici (Let's Get Out of Here)
10. La maison brûle (Burning Down the House)
11. Âme de feu (Soul of Fire)
12. Quand je mourrai (And When I Die)

Source des titres français

## Cinquième saison (2012)
Le 11 août 2011, la série a été renouvelée pour une cinquième saison de douze épisodes. Elle a été diffusée du 10 juin 2012 au 26 août 2012 sur HBO, aux États-Unis.
1. Transformez-la ! (Turn! Turn! Turn!)
2. L'autorité gagne toujours (Authority Always Wins)
3. Quoi que je sois, tu m'as transformée (Whatever I Am, You Made Me)
4. On se retrouvera (We'll Meet Again)
5. On va s'éclater ! (Let's Boot and Rally)
6. Sans espoir (Hopeless)
7. Au commencement (In the Beginning)
8. Quelqu’un que je connaissais bien (Somebody That I Used to Know)
9. Tout le monde veut régir le monde (Everybody Wants to Rule the World)
10. La Fin d’une époque (Gone, Gone, Gone)
11. Coucher de soleil (Sunset)
12. Sauve qui peut (Save Yourself)

Source des titres français

## Sixième saison (2013)
Le 2 juillet 2012, la série a été renouvelée pour une sixième saison de dix épisodes. Elle a été diffusée du 16 juin 2013 au 18 août 2013 sur HBO, aux États-Unis.
1. Qui es-tu vraiment ? (Who Are You Really?)
2. Le Soleil (The Sun)
3. Tu n'es pas bon (You're No Good)
4. Je suis ton homme (I'm Your Man)
5. Envoie la souffrance se faire… (Fuck The Pain Away)
6. Ne me sens-tu pas ? (Don't You Feel Me)
7. Les Funérailles (In the Evening)
8. La Mort dans la peau (Dead Meat)
9. Hymne à la vie (Life Matters)
10. Il faut sauver la population (Radioactive)

Source des titres français

## Septième saison (2014)
Le 15 juillet 2013, la série a été renouvelée pour une septième et dernière saison. Elle a été diffusée du 22 juin 2014 au 24 août 2014 sur HBO, aux États-Unis.
1. Jésus sera là (Jesus Gonna Be Here )
2. Je t'ai retrouvé (I Found You)
3. Tous aux abris ! (Fire in the Hole)
4. La Mort n'est qu'un début (Death Is the Not the End)
5. Cause perdue (Lost Cause)
6. Le Karma (Karma)
7. Une dernière fois (One Last Time)
8. Plus près....du sol (Getting Closer…to the Ground)
9. Aimer et mourir (Love Is to Die)
10. Merci (Thank You)